# Nitrofurantoina
Nitrofurantoina (łac. Nitrofurantoinum) – pochodna 5-nitrofuranu (5-nitrofuraldehydu) połączonego z pierścieniem hydantoiny należąca do grupy chemioterapeutyków syntetycznych. Lek wykazuje działanie bakteriostatyczne, przeciwpierwotniakowe i przeciwgrzybicze.

## Mechanizm działania
Grupa nitrowa ulega redukcji wewnątrz komórki bakteryjnej przy udziale nitroreduktaz i przechodzi w postać wolnorodnikową (-NO2·), która utlenia lipidy, uszkadza błony, białka rybosomalne i rozrywa nici DNA komórki drobnoustroju. Ze względu na szybką eliminację największe stężenie leku występuje w moczu i dlatego jego aktywność skupia się w obrębie dróg moczowych (przy czym obserwuje się brunatne zabarwienie moczu).

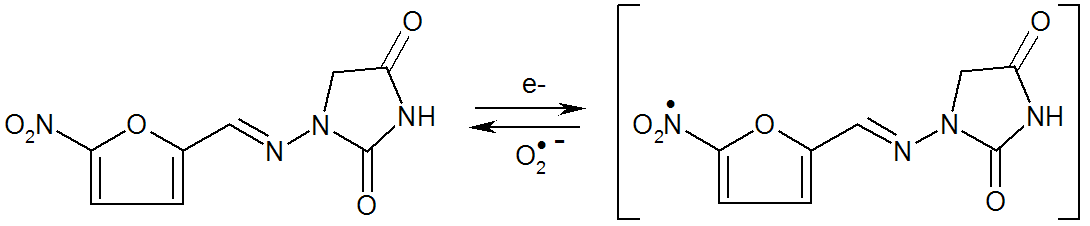
Mechanizm biotransformacji redukcyjno-oksydacyjnej grupy nitrowej nitrofurantoiny

## Zakres działania
Większość bakterii Gram-dodatnich i Gram-ujemnych, takich jak:
- Escherichia coli
- Klebsiella species
- Enterobacter
- Salmonella
- Shigella
- Enterococcus faecalis
- Vibrio cholerae

Wykazuje również aktywność wobec pierwotniaków np. Giardia lamblia.
Nie działa na zakażenia takimi bakteriami jak: Pseudomonas aeruginosa, czy Proteus species.

## Oporność
Występuje rzadko. Mimo długotrwałego stosowania nie obserwuje się jej wyraźnego nasilenia. Nie występuje również oporność krzyżowa z antybiotykami i innymi chemioterapeutykami.

## Farmakokinetyka
Okres półtrwania w surowicy krwi wynosi 20  minut. Z tego względu lek nie osiąga zadowalającego stężenia we krwi i w tkankach. Stężenie terapeutyczne uzyskuje się jedynie w moczu. Nitrofurantoina jest wydalana prawie całkowicie (w 80%) w postaci niezmienionej wraz z moczem.

## Wskazania
- zakażenia bakteryjne dróg moczowych
- ostre i przewlekłe zapalenia pęcherza moczowego oraz moczowodów

Nie może być stosowana w odmiedniczkowym zapaleniu nerek
oraz w ropniu nerek ze względu na bardzo słabą penetrację leku do tkanek i niskie stężenie we krwi.

## Działania niepożądane
- wysypka skórna
- gorączka polekowa
- reakcje uczuleniowe (zwłaszcza u osób w podeszłym wieku)
- zaburzenia czynności wątroby
- zaburzenia żołądkowo-jelitowe (nudności, wymioty)
- uszkodzenie komórek nerwowych obwodowych, parestezja (przy długotrwałym stosowaniu)
- objawy ze strony układu oddechowego
- senność
- zawroty i ból głowy
- zabarwienie moczu na brunatno
- u pacjentów długo stosujących lek obserwowano także zwłóknienie płuc[5]

## Postacie handlowe
- Furadantin – tabletki 50 mg
- Furadantin Retard – kapsułki 100 mg
- Furadantine – tabletki 50 mg
- Nitrofuratio Retard – kapsułki 100 mg
- Nitrofurantoin Retard-Ratiopharm – kapsułki 100 mg
- Nitrofurantoina – krążki 200 mg
- Piyeloseptyl – kapsułki 50 mg
- Siraliden – zawiesina 50 mg/5 ml; butelka 100 ml